# Seznam krakovských vojvodů
Toto je seznam vojvodů Krakovského knížectví a krakovské provincie první polské republiky.
- Skarbimir (Skarbek)
- Klemens 1123–1168
- Mikuláš Gryfita ?–1202
- Marek z Brzeźnicy 1176 – kolem roku 1226
- Teodor Gryfita ?–1237
- Vladimír 1191–1241
- Klemens z Ruszczy ?–1256
- Klemens Latoszyńský 1213–1265
- Mikuláš, syn Mściwoja ?–ро 1268
- Sulislav z Branic 1232–1283
- Petr Bogoria 1240–1290
- Mikuláš Łagiewnický 1245–1290
- Mikuláš Lis ?–1316/17
- Wierzbięta z Ruszczy 1246–1324
- Tomislav Mokrský 1276–1326
- Spycimir z Piasku i Tarnowa
- Mikuláš Bogoria 1291–1338
- Ondřej 1309–1354
- Mścigniew Czelej 1298–1357
- Imram 1312–1357
- Ondřej Tęczyńský 1318–1368
- Dobieslav Kurozwęcký 1306–1397
- Spytko z Melsztyna 1351–1399
- Jan z Tarnowa před 1349–1409
- Petr Kmita 1348–1409
- Jan Tarnowský 1367–1433
- Petr Szafraniec († 1437)
- Jan Czyżowský 1373–1459
- Jan z Tęczyna między (1408–1410) – 1470
- Jan Pilecký (kolem roku 1405–1476)
- Dzierslav Rytwiańský 1414–1478
- Jan Rytwiańský 1422–1479
- Jan Amor Iunior Tarnowský 1425–1500
- Spytek III. Jarosławský 1436–1519
- Petr Kmita z Wiśnicza 1442–1505
- Jan Felix Szram Tarnowský 1471–1507
- Mikuláš Kamieniecký 1460–1515
- Kryštof Szydłowiecký 1467–1532
- Ondřej Tęczyńský ?–1536
- Otto Chodecký 1467–1534
- Jan Amor Tarnowský 1488–1561
- Petr Kmita Sobieńský 1477–1553
- Mikuláš Herburt Odnowský 1505–1555
- Stanislav Gabriel Tęczyńský 1521–1561
- Spytek Wawrzyniec Jordan 1519–1580
- Stanislav Myszkowský
- Stanislav Barzi 1529–1571
- Jan Firlej 1515–1574
- Petr Zborowský († 1580)
- Ondřej Tęczyńský († 1588)
- Mikuláš Firlej 1532–1601
- Mikuláš Zebrzydowský 1553–1620
- Jan Magnus Tęczyńský 1579–1637
- Stanislav Lubomirský 1583–1649
- Vladislav Dominik Zasławský-Ostrogský 1618–1656
- Vladislav Myszkowský 1600–1658
- Stanislav Rewera Potocký 1579–1667
- Michal Zebrzydowský 1617–1667
- Jan Wielopolský 1605–1668
- Alexandr Michal Lubomirský 1598–1677
- Jan Leszczyńský 1598–1693
- Dimitrij Jiří Wiśniowiecký 1631–1682
- Ondřej Potocký ?–1691
- Felix Kazimír Potocký 1633–1702
- Jeroným Augustýn Lubomirský 1633–1706
- Marcin Kątský 1635–1710
- František Lanckorońský kolem roku 1645–1715
- Janusz Antonín Wiśniowiecký 1678–1741
- Jiří Dominik Lubomirský 1665–1727
- František Wielopolský († 1732)
- Teodor Józef Lubomirský 1683–1745
- Jan Klemens Branický 1689–1771
- Wacław Rzewuský 1706–1779
- Antonín Lubomirský 1715–1782
- Stanislav Kostka Dembińský (1708–1781)
- Petr Małachowský 1730–1797